# شهرستان لانکاو
شهرستان لانکاو (به لاتین: Lankao County) یک منطقهٔ مسکونی در چین است که در کایفنگ واقع شده‌است. شهرستان لانکاو ۱٬۱۱۶ کیلومتر مربع مساحت و ۷۶۰٬۰۰۰ نفر جمعیت دارد.